# Polgár (Hajdú-Bihar)
Polgár est une ville et une commune du comitat de Hajdú-Bihar en Hongrie.